# 218679 Sagamorehill
218679 Sagamorehill è un asteroide della fascia principale. Scoperto nel 2005, presenta un'orbita caratterizzata da un semiasse maggiore pari a 2,6868860 au e da un'eccentricità di 0,1470755, inclinata di 11,09102° rispetto all'eclittica.